# Утехт
Утехт (нем. Utecht) — община в Германии, в земле Мекленбург-Передняя Померания, входит в район Северо-Западный Мекленбург, и подчиняется управлению Рена.
Население составляет 349 человек (на 31 декабря 2013 года). Занимает площадь 11,09 км².
В состав общины входят: посёлок Утехт и деревня Кампов.

## История
Первое упоминание о поселении относится к 1230 году.

## Галерея

Утехт на карте района и управления
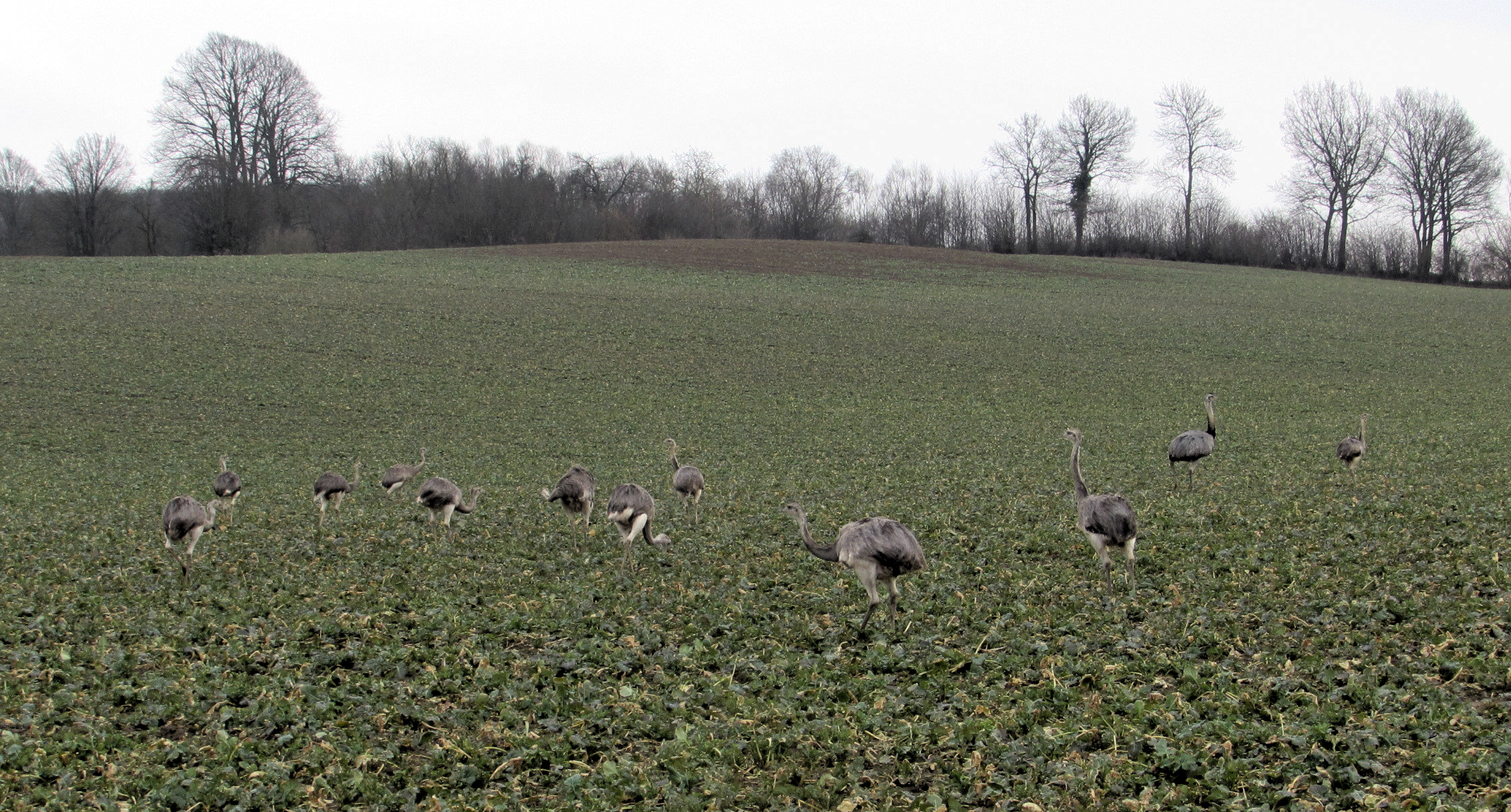
Разведение нанду в Утехе
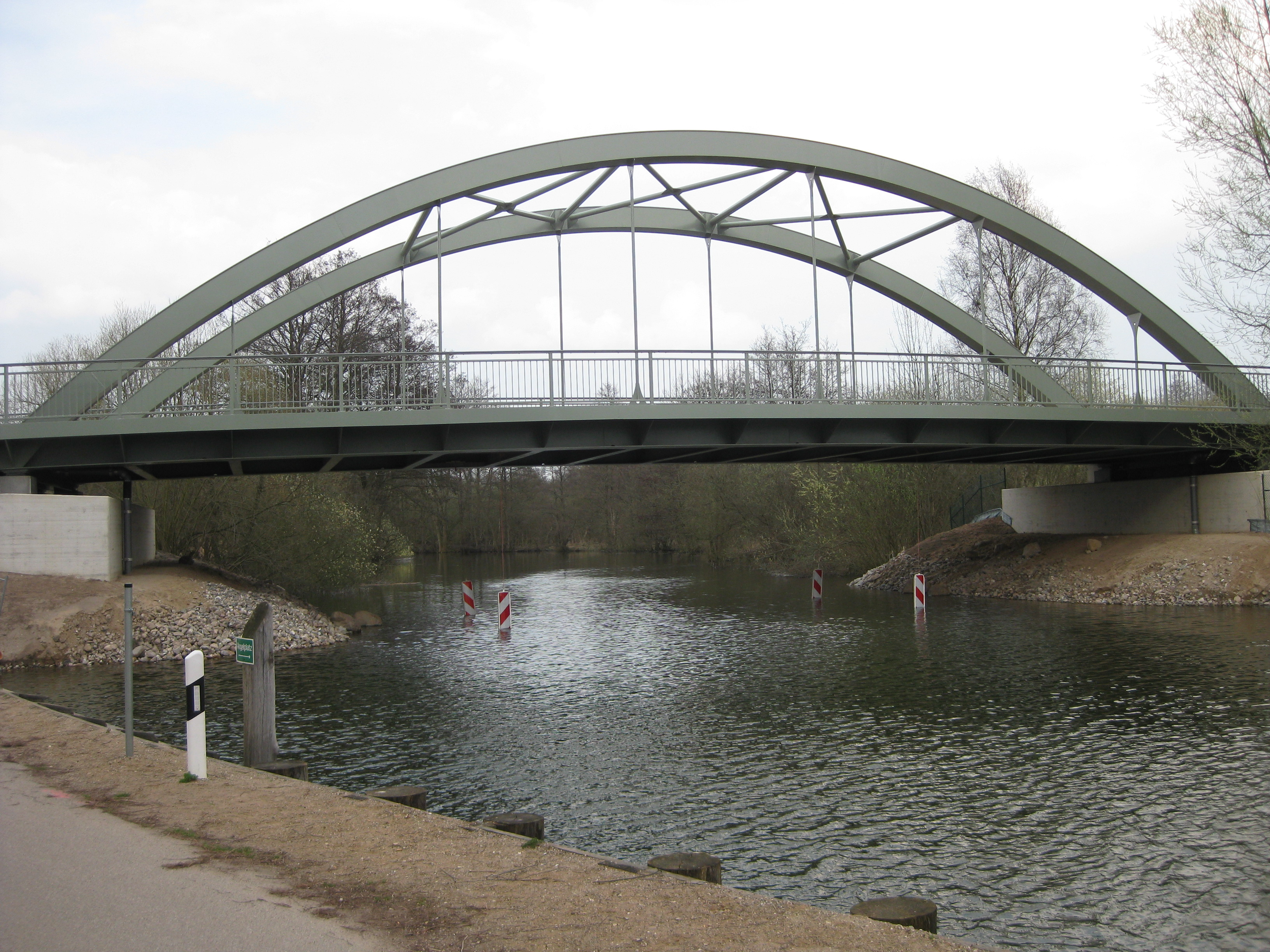
Новый мост через Вакениц
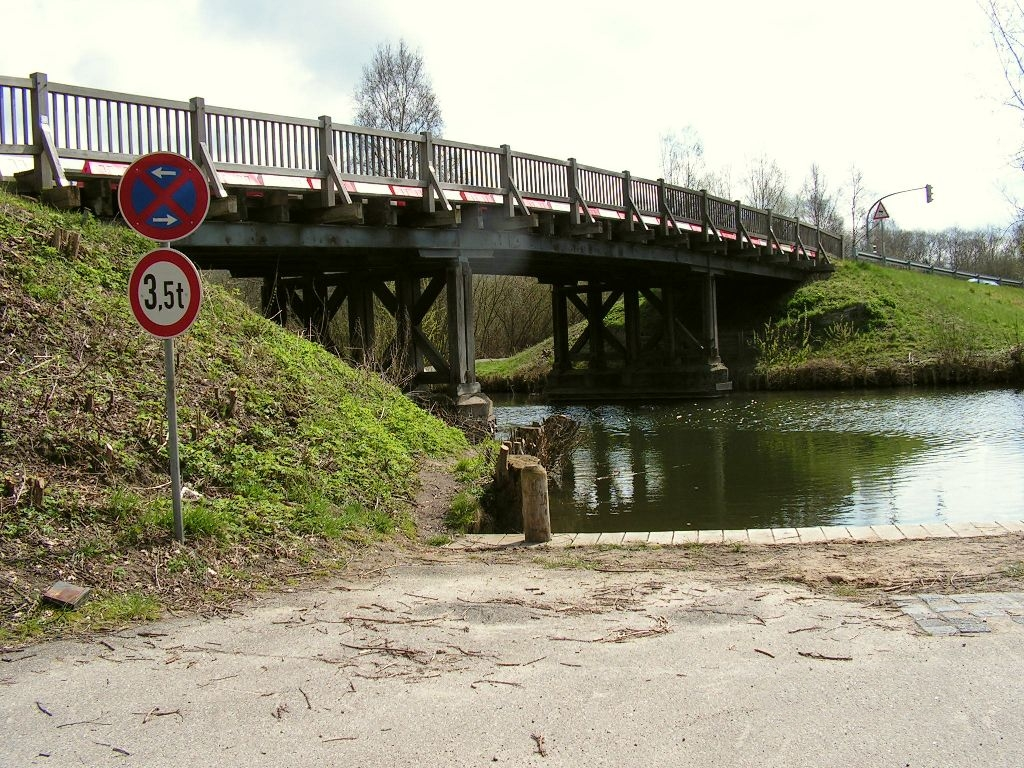
Старый деревянный мост